# سیارک ۳۰۷۰۴
سیارک ۳۰۷۰۴ (به انگلیسی: 30704 Phegeus، نامگذاری:3250T-3) سی هزار و هفتصد و چهارمین سیارک کشف شده‌است که در ۱۶ اکتبر ۱۹۷۷ کشف شد.